# Pacificul de Nord-Vest

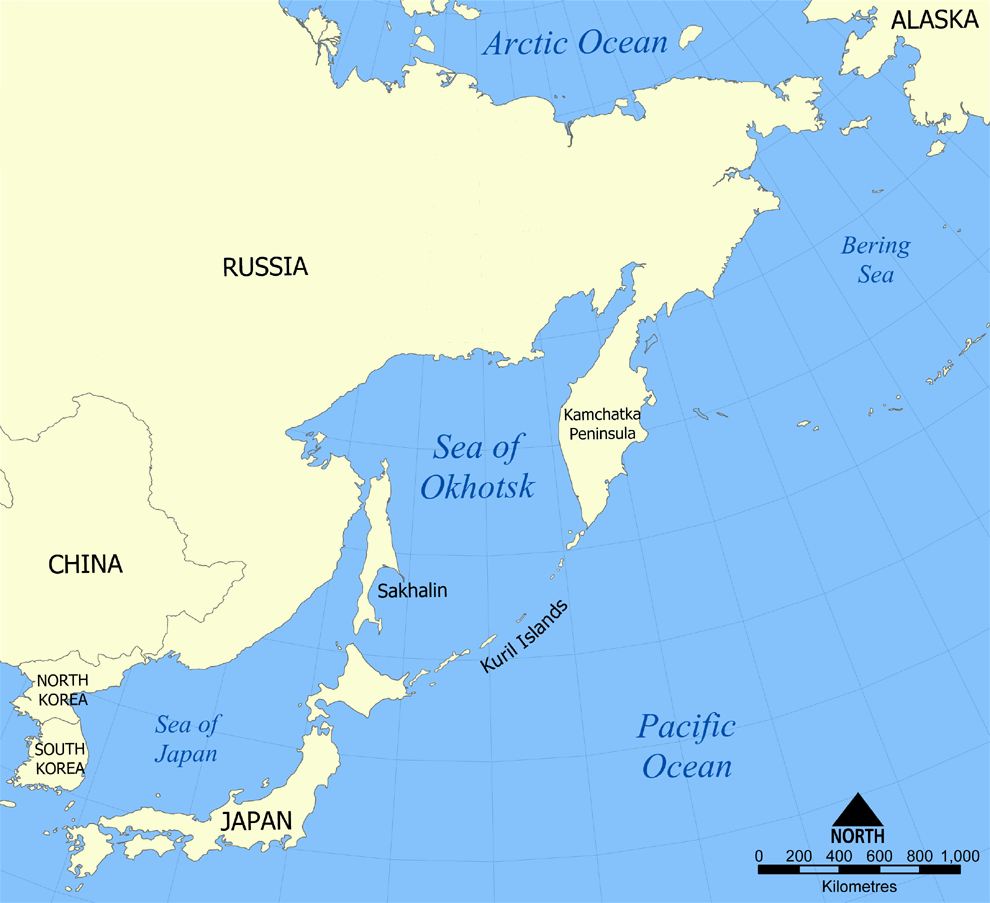
Pacificul de Nord-Vest

Pacificul de Nord-Vest este o regiune care cuprinde  Siberia Orientală (Rusia), Japonia, Coreea de Nord, Coreea de Sud ca și partea din Oceanul Pacific care se întinde între aceste țări. Mările care aparțin de Pacificul de Nord-Vest sunt Marea Siberiană Orientală, Marea Ohotsk și Marea Japoniei.

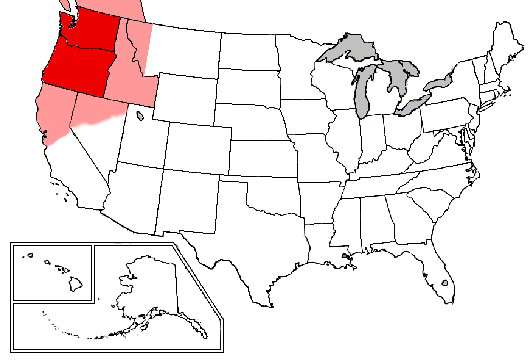
Pacificul de Nord-Vest

Dacă se consideră ca reper continentul America atunci Pacificul de Nord-Vest este regiunea ce aparține statelor nord-americane Oregon, Idaho și Washington. Unii geografi consideră că de regiune aparține și o parte din statele California, Montana, Wyoming și Columbia Britanică.